# Ленінська лінія
Ле́нінська лінія (рос. Ленинская линия) — одна з двох діючих ліній Новосибірського метрополітену. Є першою лінією та позначається на схемах червоним кольором. Введена в експлуатацію 7 січня 1986 року.

## Технічна інформація
Лінію обслуговує електродепо ТЧ-1 «Єльцовське». На лінії експлуатуються 4-вагонні поїзди різних модифікацій вагонів серії 81-717/714 , хоча всі станції розраховані на прийом 5 вагонів. Одночасно на лінії працюють до 14 поїздів з мінімальним інтервалом в 3 хвилини. Вдень інтервал збільшений до 5 хвилин, по неділях — до 6 хвилин

## Розташування
Лінія проходить по Заєльцовському, Центральному, Жовтневому та Ленінському районах Новосибірська, під Червоним Проспектом, Жовтневою магістраллю, вул. Кірова, Схід, паралельно Комунальному мосту, під проспектом Маркса та вул. Титова. Траса лінії з'єднує найбільші транспортні вузли міста — пл. Калініна, пл. Леніна, Річковий вокзал, площа Маркса.

## Історія та статистика
Експлуатаційна довжина лінії становить 10,522 км. На лінії діють 8 станцій, з них 1 пересадна («Червоний проспект») на Дзержинську лінію. Станція «Спортивна», розташована на естакаді метромосту, є незавершеним будівництвом.
Відкриття ділянок лінії по датам
- 07.01. 1986 — «Червоний проспект» — «Студентська» (7,3 км)
- 26.07. 1991 — «Студентська» — «Площа Маркса» (1,1 км)
- 02.04. 1992 — «Червоний проспект» — «Заєльцовська» (2,0 км)

## Перспективи
Найближчою перспективою розвитку Ленінської лінії є спорудження станції «Площа Станіславського», що пояснюється необхідністю розвантаження площі Маркса.